# Nokia Eagles Football Club
El Nokia Eagles Football Club fue una franquicia de fútbol de Fiyi que jugaba en el torneo desaparecido conocido como Torneo de Franquicias.

## Historia
Fue fundado en la ciudad de Nadi con el nombre Jacks Jetset, que utilizaron hasta el 2006, cuando lo cambiaron por el que usan actualmente.
En el ámbito internacional ha participado en un torneo continental, en el Campeonato de Clubes de Oceanía del 2006, en el que fue eliminado en las semifinales por el Auckland City, con lo que es uno de los pocos equipos de Fiyi en acceder a esta ronda en un torneo de clubes.

## Palmarés
- Torneo de Franquicias de Fiyi (1): 2006

## Participación en competiciones de la OFC
| Temporada | Torneo                      | Ronda          | Club                | Resultado |
| --------- | --------------------------- | -------------- | ------------------- | --------- |
| 2006      | Liga de Campeones de la OFC | Preliminar     | Tuanaimato Breeze   | 2-1       |
| 2006      | Liga de Campeones de la OFC | Preliminar     | SC Lotoha'apai      | 5-1       |
| 2006      | Liga de Campeones de la OFC | Preliminar     | Nikao Sokattack FC  | 0-0       |
| 2006      | Liga de Campeones de la OFC | Fase de grupos | YoungHeart Manawatu | 2-2       |
| 2006      | Liga de Campeones de la OFC | Fase de grupos | Tafea FC            | 4-0       |
| 2006      | Liga de Campeones de la OFC | Fase de grupos | AS Magenta          | 0-1       |
| 2006      | Liga de Campeones de la OFC | Semifinales    | Auckland City FC    | 1-9       |
| 2006      | Liga de Campeones de la OFC | Tercer lugar   | YoungHeart Manawatu | 0-4       |